# برايانو
برايانو (النطق الإيطالي: ‎[praˡjaːnɔ]‏) هي كومونا تابعة لمقاطعة ساليرنو في منطقة كامبانيا جنوب غرب إيطاليا. تقع على ساحل أمالفي (costiera amalfitana)، وهي موقع سياحي رئيسي للمنطقة وإيطاليا على حد سواء، وتقع برايانو بين مدينتي أمالفي وبوسيتانو.
في عام 1997، تم إدراج ساحل أمالفي، بما في ذلك "Vettica Maggiore" ضاحية في برايانو، كموقع للتراث العالمي لليونسكو. وفي الأول من ديسمبر لعام 2009 بلغ عدد سكان البلدة حوالي 2.069 نسمة.

## تاريخ
اشتق اسم المدينة من كلمة «برايا»، أو الشاطئ، من الكلمة اللاتينية بيلاجيوم ، والتي تعني «البحر المفتوح». خلال القرنين العاشر والحادي عشر كانت برايانو مصيف للدوج من دوقية أمالفي.
خلال فترة الانجو، تم تشييد برج محصن يسمى باسيولا، للدفاع عن المدينة. كان لدى برايانو صناعة الحرير المحلية ذو الأهمية، لكنها اختفت خلال القرن التاسع عشر. مع اكتشاف الشعاب المرجانية في المنطقة المجاورة قرابة القرن التاسع عشر تم تنشيط اقتصاد برايانو مع التركيز بشكل أساسي على مجالات الصيد والسياحة منذ ذلك الحين.

## المعالم السياحية
تضم معالم الجذب كنيسة سان لوكا إيفانجليستا،  التي يعود تاريخها إلى عام 1123. يوجد بداخلها لوحات لرسام عصر النهضة جيوفاني برناردو لاما تعود إلى القرن السادس عشر. ومعلم جذب اخر هي كنيسة سان جيوفاني باتيستا والتي تمتاز بأرضية مبلطة من المايوليكا المحافظ عليها جيدًا، ويعود تاريخها إلى القرنين الثاني عشر والثالث عشر.